# René Thomas (autóversenyző)
René Thomas (Périgueux, 1886. március 7. – Párizs, 1975. szeptember 23.) francia autóversenyző, az 1914-es indianapolisi 500 mérföldes autóverseny győztese.

## Pályafutása
1914 és 1921 között négy alkalommal vett részt az Indianapolisi 500 mérföldes autóversenyen. Az 1914-es futamon százkét kört töltött az élen és végzett az első helyen. René a belga Arthur Duray és a szintén francia Albert Guyot előtt szerezte meg a győzelmet. Ez volt ez első alkalom a verseny történelmében, hogy egy amerikai pilóta sem állt a dobogón.
1919-ben noha az első helyről indult végül a tizenegyedik lett. Az 1920-as versenyen az amerikai Gaston Chevrolet mögött a második helyen végzett. 1921-ben nem ért célba.
1924. július 6-an a franciaországi Arpajonban 230,64 km/h-s sebességet ért el, mellyel új szárazföldi sebességi rekordot állított fel.

## Eredményei

### Indy 500
| Év       | Rajtszám | Rajthely | Eredmény | Körök | Élen | Kiesés oka |
| -------- | -------- | -------- | -------- | ----- | ---- | ---------- |
| 1914     | 16       | 15       | 1        | 200   | 102  |            |
| 1919     | 31       | 1        | 11       | 200   | 0    |            |
| 1920     | 25       | 18       | 2        | 200   | 12   |            |
| 1921     | 15       | 17       | 10       | 144   | 0    |            |
| Összesen | Összesen | Összesen | Összesen | 744   | 114  |            |

| Indulás  | 4 |
| Pole p.  | 1 |
| Első sor | 1 |
| Győzelem | 1 |
| Top 5    | 2 |
| Top 10   | 3 |
| Kiesett  | 1 |

## Fordítás
- Ez a szócikk részben vagy egészben  a   René Thomas (auto racing) című angol Wikipédia-szócikk fordításán alapul.  Az eredeti cikk szerkesztőit annak laptörténete sorolja fel. Ez a jelzés csupán a megfogalmazás eredetét és a szerzői jogokat jelzi, nem szolgál a cikkben szereplő információk forrásmegjelöléseként.